# Pirimidodiazepina sintasi
La pirimidodiazepina sintasi è un enzima appartenente alla classe delle ossidoreduttasi, che catalizza la seguente reazione:
una pirimidodiazepina + glutatione disulfide + H2O ⇄ 6-piruvoiltetraidropterina + 2 glutatione
Nella direzione inversa della reazione, la riduzione della 6-piruvoil-tetraidropterina è accompagnata dall'apertura dell'anello a 6 atomi di carbonio della pirazina e dalla formazione dell'anello a 7 della diazepina. La pirimidodiazepina coinvolta è un acetildiidro derivato. È coinvolto nella formazione del pigmento dell'occhio, drosopterina, in Drosophila melanogaster.